# Птерилії
Птери́лії (від грец. pteron — перо, hyle — ліс) — оперені ділянки тіла птахів, що чергуються з неопереними — аптеріями. Розташування пір'я тільки на птериліях дозволяє «вкрити» все тіло меншою кількістю пір'я та забезпечує рухливість окремих ділянок оперення. У птахів, які не літають, аптерій немає і пір'я рівномірно вкриває їхнє тіло (страуси, пінгвіни). Розташування та ширина птерилій, ширина аптерій широко варіюють в різних таксономічних групах птахів. Ця особливість використовується як таксономічна ознака.